# Кома (астрономія)

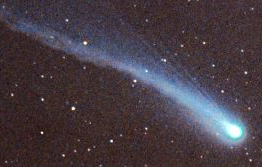
Комета Ікея — Чжана (березень 2002)

Кома (з лат. coma, від дав.-гр. κομη — волосся) — хмара пилу й газу, що оточує ядро комети. Кома та ядро утворюють «голову» комети. Із наближенням комети до Сонця «голова» збільшується, інколи з'являється хвіст.
Кома комети має кулясту форму й іноді простягається на 100 тис. — 1,4 млн км від ядра.
У деяких випадках внаслідок взаємодії коми з плазмою сонячного вітру спостерігається надлишок рентгенівського випромінювання згенерованого прискореними електронами. Рентгенівські промені генеруються з підсонячного боку, де сонячний вітер впливає на кометну атмосферу, утворюючи ударну хвилю.

## Розмір

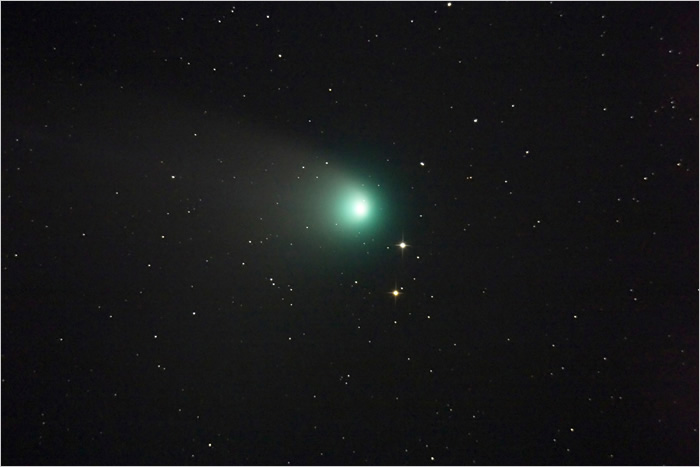
Комета C/2001 Q4 (NEAT)

Кома зазвичай збільшується в розмірах, коли комети наближаються до Сонця, і може досягати діаметру Юпітера, навіть якщо її густина дуже низька. Приблизно через місяць після спалаху в жовтні 2007 року комета 17P/Голмса на короткий час мала розріджену пилову атмосферу, більшу за Сонце. Велика комета 1811 року також мала кому діаметром приблизно з Сонце. Хоча кома може стати досить великою, її розмір може зменшитися приблизно тоді, коли вона перетне орбіту Марса на відстані близько 1,5 а.о. від Сонця. На цій відстані сонячний вітер стає достатньо сильним, щоб здути газ і пил з кома, збільшуючи хвіст.

## Рентгенівські промені

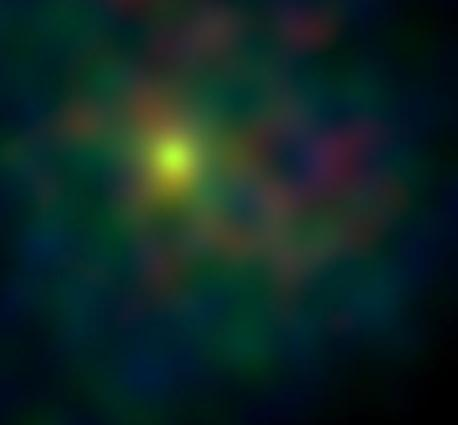
Темпел 1 в рентгенівському світлі від Чандри

Наприкінці березня 1996 року було виявлено, що комети випромінюють рентгенівське випромінювання. Це здивувало дослідників, оскільки рентгенівське випромінювання зазвичай асоціюється з дуже високотемпературними тілами. Вважається, що рентгенівське випромінювання генерується взаємодією між кометами та сонячним вітром: коли високозаряджені іони пролітають через кометну атмосферу, вони зіштовхуються з кометними атомами та молекулами, "відриваючи" від комети один або кілька електронів. Це відривання призводить до випромінювання рентгенівських променів і фотонів далекого ультрафіолету.

## Спостереження
За допомогою звичайного телескопа, що базується на поверхні Землі, і певної техніки можна обчислити розмір коми. Цей метод називається методом дрейфу, він полягає в тому, що телескоп фіксують у певному положенні та вимірюють час проходження видимого диска через поле зору. Цей час, помножений на косинус схилення комети, помножений на 0.25, має дорівнювати діаметру комети в аркхвилинах. Якщо відома відстань до комети, то можна визначити видимий розмір комети.
У 2015 році було відзначено, що інструмент ALICE на космічному апараті ЄКА "Розетта" до комети 67/P виявив водень, кисень, вуглець і азот у комі, яку також назвали атмосферою комети. Alice - це ультрафіолетовий спектрограф, і він виявив, що електрони, створені ультрафіолетом, зіштовхуються і розщеплюють молекули води та чадного газу.

## Газоподібне гало водню

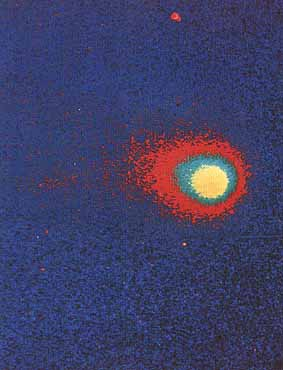
Штучно забарвлене зображення комети Кохоутека в далекому ультрафіолетовому діапазоні (з плівки) (Skylab, 1973)

Орбітальна астрономічна обсерваторія 2 виявила великі ореоли газоподібного водню навколо комет. Космічний зонд Giotto виявив іони водню на відстані 7,8 млн км від Галлея під час близького прольоту повз комету в 1986 році. Було виявлено гало з водневого газу, яке в 15 разів перевищувало діаметр Сонця (12,5 млн. км). Це спонукало НАСА направити на комету місію Pioneer Venus, і було встановлено, що комета викидає 12 тонн води в секунду. Викид газоподібного водню не був виявлений з поверхні Землі, оскільки ці довжини хвиль блокуються атмосферою. Процес, за допомогою якого вода розщеплюється на водень і кисень, вивчався інструментом ALICE на борту космічного апарата Розетта. Одне з питань - звідки і як береться водень (наприклад, розщеплення води):
Спочатку ультрафіолетовий фотон Сонця потрапляє на молекулу води в комі комети та іонізує її, вибиваючи з неї енергійний електрон. Потім цей електрон вдаряється в іншу молекулу води в комі, розщеплюючи її на два атоми водню та один кисню, і заряджаючи їх енергією в процесі. Ці атоми випромінюють ультрафіолетове світло, яке Аліса реєструє за характерними довжинами хвиль.
Газове водневе гало, втричі більше за Сонце, було виявлене космічним апаратом Скайлаб навколо комети Когоутека в 1970-х роках. SOHO виявив навколо комети Гейла — Боппа газове гало водню радіусом понад 1 астрономічну одиницю. Вода, яку випромінює комета, розщеплюється сонячним світлом, а водень, у свою чергу, випромінює ультрафіолетове світло. Виміряно, що розмір гало становить десять мільярдів метрів у поперечнику {\displaystyle 10^{10}}, що в багато разів більше за Сонце. Атоми водню дуже легкі, тому вони можуть подолати велику відстань, перш ніж самі будуть іонізовані Сонцем. Коли атоми водню іонізовані, вони особливо швидко розсіюються сонячним вітром.

## Склад

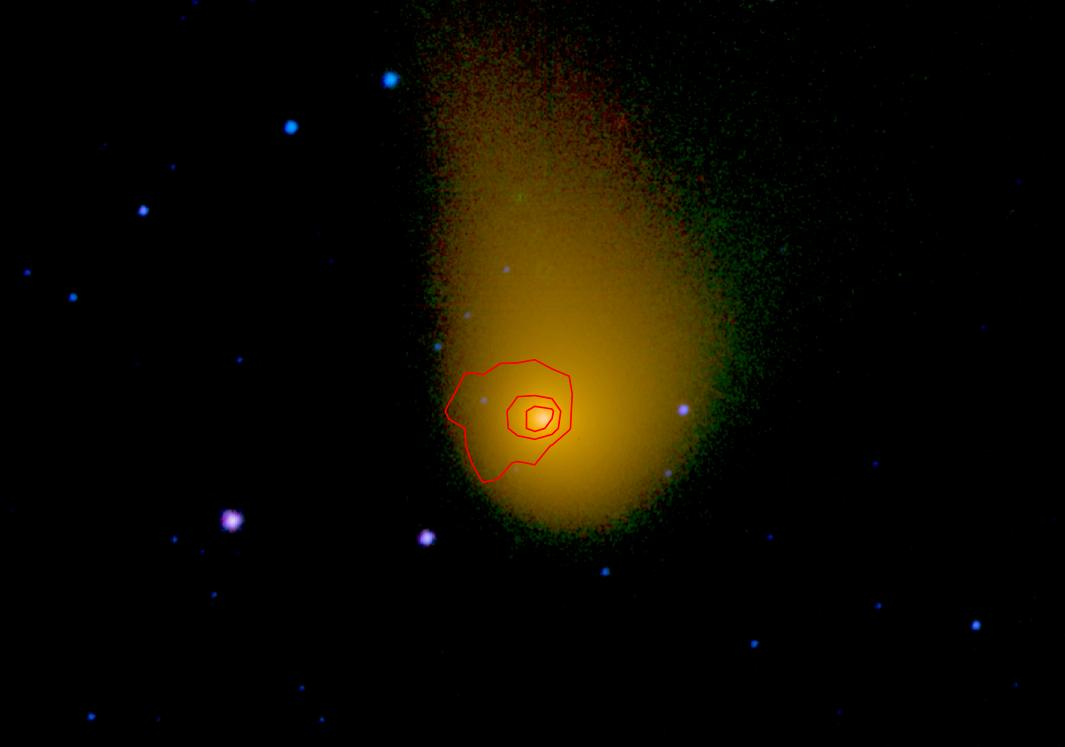
C/2006 W3 (Chistensen) - виділяє вуглекислий газ (інфрачервоне зображення)

Місія "Розетта" виявила в комі комети 67P оксид вуглецю, вуглекислий газ, аміак, метан і метанол, а також невеликі кількості формальдегіду, сірководню, ціаністого водню, діоксиду сірки та сірковуглецю.
Чотирма основними газами в гало 67P були вода, вуглекислий газ, монооксид вуглецю та кисень. Співвідношення кисню і води, що виходили з комети, залишалося постійним протягом кількох місяців.